# Gare de Termonde
La gare de Termonde (néerlandais : station Dendermonde) est une gare ferroviaire belge de la ligne 53, de Schellebelle à Louvain, située à proximité du centre de la ville de Termonde, dans la province de Flandre-Orientale en Région flamande.
Elle est mise en service en 1837 par l'administration des chemins de fer de l'État belge. C'est une gare de la Société nationale des chemins de fer belges (SNCB) desservie par des trains InterCity (IC), Suburbains (S), Omnibus (L), d’Heure de pointe (P) et Touristiques (T).

## Situation ferroviaire
Établie à 4 m d'altitude, la gare de Termonde est située au point kilométrique (PK) 12,977 de la ligne 53, de Schellebelle à Louvain, entre les gares ouvertes d'Oudegem et de Baesrode-Sud. Gare de bifurcation, elle est l'origine de la ligne 57, de Termonde à Lokeren, avant la gare de Zele, et constitue l'aboutissement de la ligne 60, de Jette à Termonde, après la gare de Saint-Gilles-lez-Termonde.

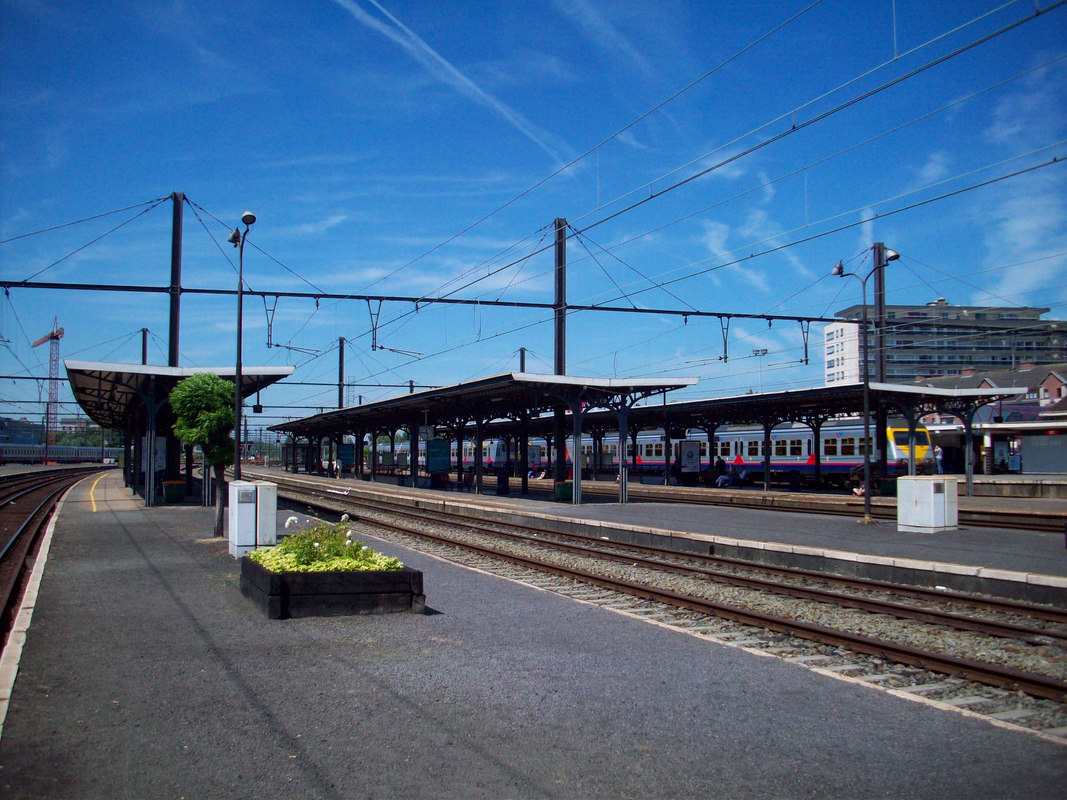
Intérieur de la gare.

## Histoire

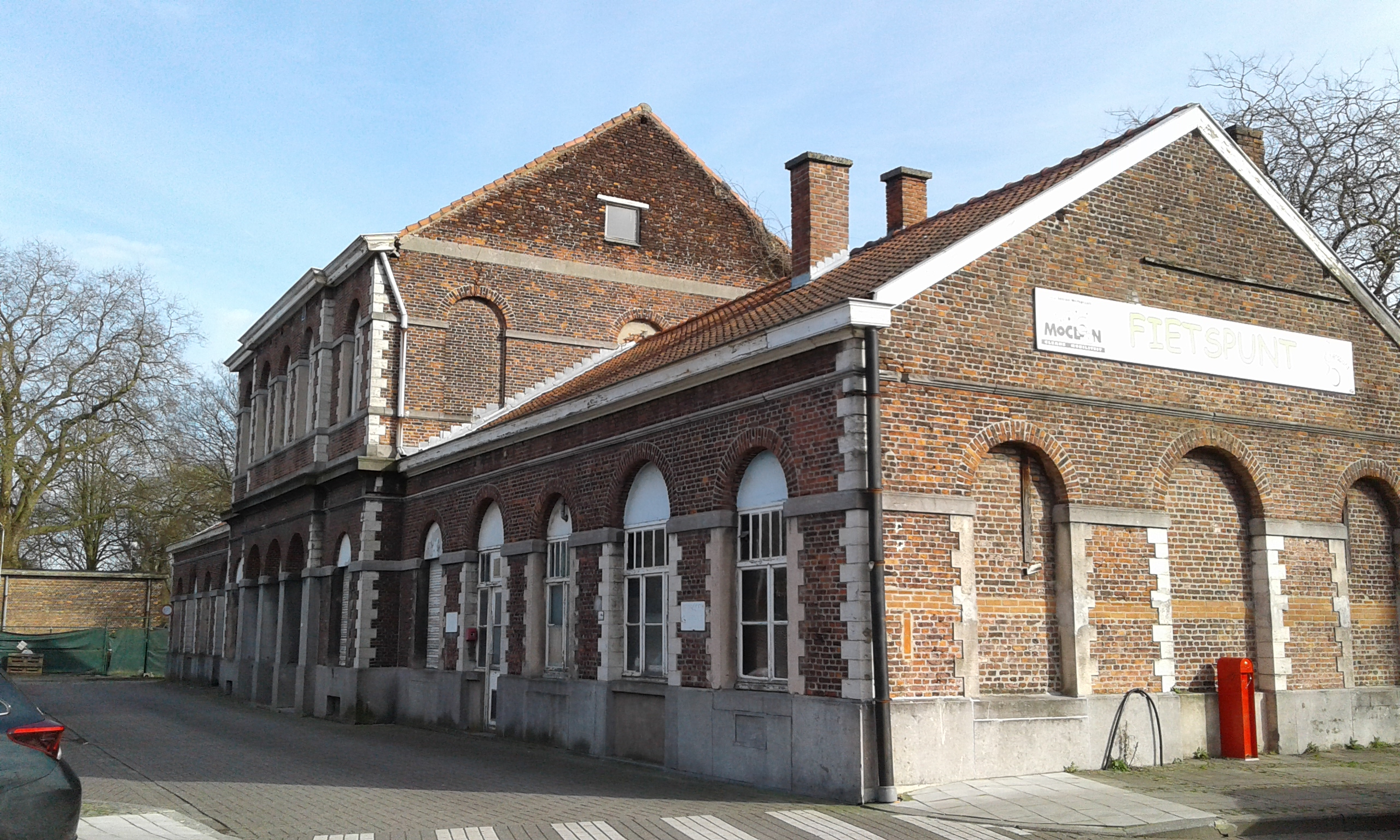
Le bâtiment d'Auguste Payen (1849).

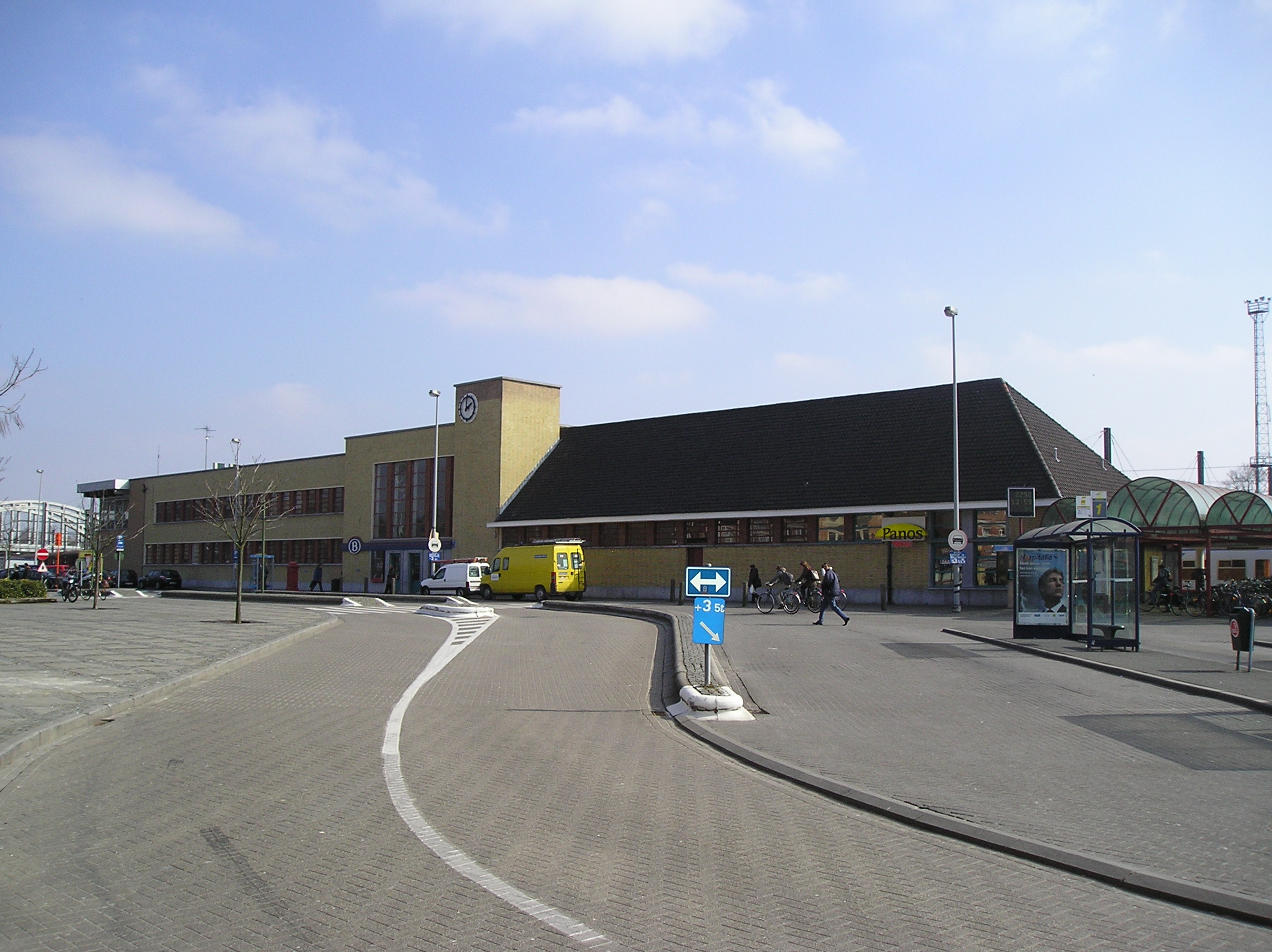
Le bâtiment de 1943 et la place de la gare.

La « station de Termonde » est mise en service le 2 janvier 1837 par l'administration des chemins de fer de l'État belge, lorsqu'elle ouvre à l'exploitation la section de Malines à Termonde de sa « ligne de l'Ouest » (Malines - Termonde - Wetteren - Gand - Ostende), actuelles sections des lignes 53, 50 et 50A.
Un premier bâtiment définitif, en briques et en pierre, dû à l'architecte Auguste Payen, est inauguré en 1849.
Rapidement, cette gare n'était plus au niveau du trafic intense qui transitait par le nœud ferroviaire de Termonde. En raison de la nature stratégique de Termonde, dont la gare était située à proximité des fortifications, les autorités militaires imposèrent aux nouveaux bâtiments une construction en bois, qui devait être facile à détruire pour dégager le champ de tir des canons et ne pas offrir d'opportunité à un éventuel envahisseur. Le bâtiment en bois, inauguré en 1881, restait assez vaste et était complété par une remise à locomotives et une halle à marchandises, toutes deux en bois.
Le bâtiment de 1849 resta utilisé comme locaux de service et logement de fonction pour le chef de gare ; il a survécu aux deux guerres mondiales ainsi qu'aux travaux de réaménagement et est classé depuis 2004.
La gare en bois, construite en 1880-1881, a survécu au saccage de la ville en 1914 mais a été incendiée en 1940 pour empêcher son utilisation par les Allemands. L'architecte Josse Van Kriekinge est commissionné pour réaliser un nouveau bâtiment, de style moderniste (nouvelle objectivité), comportant deux ailes asymétriques, une façade en briques jaunes et un toit à deux pentes sur une des ailes latérales. Achevé en 1943, c'est un des rares bâtiments de gare en dur réalisé en Belgique sous l'occupation ; il a été désigné comme patrimoine architectural (bouwkundig erfgoed) en 2010.

## Service des voyageurs

### Accueil
Gare SNCB, elle dispose d'un bâtiment voyageurs, avec guichets, ouvert tous les jours. Elle est équipée d'automates pour l'achat de titres de transport et de consignes à bagages automatiques. Des aménagements, équipements et services sont à la disposition des personnes à la mobilité réduite.
Un passage souterrain permet la traversée des voies et le passage d'un quai à l'autre.

### Desserte
Termonde est desservie par des trains InterCity (IC), Suburbains (S3, S10, S34), Omnibus (L) et d’Heure de pointe (P) de la SNCB qui effectuent des missions sur les lignes commerciales 53 (Malines - Gand), 57 (Termonde - Lokeren) et 60 (Bruxelles - Lokeren) (voir brochures SNCB). Deux aller-retours de trains touristiques (T) vers la côte existent également durant l'été.

### Intermodalité
Un parc pour les vélos et un parking pour les véhicules y sont aménagés. Des bus desservent la gare.

## Comptage voyageurs
Ce graphique et tableau montre le nombre de voyageurs embarquant en moyenne durant la semaine, le samedi et le dimanche.
| Nombre de passagers qui embarquent à la gare de Termonde | Nombre de passagers qui embarquent à la gare de Termonde | Nombre de passagers qui embarquent à la gare de Termonde | Nombre de passagers qui embarquent à la gare de Termonde |
|                                                          | Semaine                                                  | Samedi                                                   | Dimanche                                                 |
| -------------------------------------------------------- | -------------------------------------------------------- | -------------------------------------------------------- | -------------------------------------------------------- |
| 1977                                                     | 4 242                                                    | 558                                                      | 584                                                      |
| 1978                                                     | 4 651                                                    | 526                                                      | 430                                                      |
| 1979                                                     | 4 151                                                    | 483                                                      | 573                                                      |
| 1980                                                     | 3 632                                                    | 516                                                      | 558                                                      |
| 1981                                                     | 4 437                                                    | 624                                                      | 630                                                      |
| 1982                                                     | 5 273                                                    | 725                                                      | 634                                                      |
| 1983                                                     | 5 135                                                    | 694                                                      | 617                                                      |
| 1984                                                     | 4 673                                                    | 810                                                      | 838                                                      |
| 1985                                                     | 4 617                                                    | 878                                                      | 1 007                                                    |
| 1986                                                     | 4 628                                                    | 729                                                      | 700                                                      |
| 1987                                                     | 4 536                                                    | 801                                                      | 1 017                                                    |
| 1988                                                     | 5 205                                                    | 667                                                      | 1 111                                                    |
| 1989                                                     | 5 281                                                    | 655                                                      | 1 138                                                    |
| 1990                                                     | 4 674                                                    | 940                                                      | 969                                                      |
| 1991                                                     | 4 665                                                    | 946                                                      | 783                                                      |
| 1992                                                     | 5 336                                                    | 928                                                      | 891                                                      |
| 1993                                                     | 4 670                                                    | 993                                                      | 884                                                      |
| 1994                                                     | 5 290                                                    | 917                                                      | 750                                                      |
| 1995                                                     | 4 564                                                    | 879                                                      | 892                                                      |
| 1996                                                     | 5 388                                                    | 978                                                      | 854                                                      |
| 1997                                                     | 4 725                                                    | 994                                                      | 862                                                      |
| 1998                                                     | 4 828                                                    | 804                                                      | 642                                                      |
| 1999                                                     | 5 194                                                    | 874                                                      | 788                                                      |
| 2000                                                     | 5 772                                                    | 1 018                                                    | 964                                                      |
| 2001                                                     | 4 821                                                    | 824                                                      | 748                                                      |
| 2002                                                     | 5 539                                                    | 1 034                                                    | 968                                                      |
| 2003                                                     | 5 821                                                    | 1 010                                                    | 958                                                      |
| 2004                                                     | 5 712                                                    | 1 112                                                    | 1 078                                                    |
| 2005                                                     | 6 442                                                    | 1 003                                                    | 1 211                                                    |
| 2006                                                     | 5 508                                                    | 1 261                                                    | 1 351                                                    |
| 2007                                                     | 6 866                                                    | 1 174                                                    | 1 272                                                    |
| 2008                                                     | -                                                        | -                                                        | -                                                        |
| 2009                                                     | 5 799                                                    | 1 380                                                    | 1 166                                                    |
| 2010                                                     | -                                                        | -                                                        | -                                                        |
| 2011                                                     | -                                                        | -                                                        | -                                                        |
| 2012                                                     | 5 598                                                    | 1 090                                                    | 1 205                                                    |
| 2013                                                     | 6 102                                                    | 1 069                                                    | 960                                                      |
| 2014                                                     | 6 487                                                    | 1 163                                                    | 1 114                                                    |
| 2015                                                     | 6 036                                                    | 1 066                                                    | 1 162                                                    |
| 2016                                                     | 5 748                                                    | 1 221                                                    | 1 149                                                    |
| 2017                                                     | 5 652                                                    | 1 650                                                    | 1 254                                                    |
| 2018                                                     | 5 907                                                    | 1 361                                                    | 1 447                                                    |
| 2019                                                     | 5 757                                                    | 1 363                                                    | 1 492                                                    |
| 2020                                                     | 3 333                                                    | 1 042                                                    | 967                                                      |
| 2021                                                     | -                                                        | -                                                        | -                                                        |
| 2022                                                     | 4 895                                                    | 1 404                                                    | 1 339                                                    |
| 2023                                                     | 4 873                                                    | 1 353                                                    | 1 371                                                    |
| 2024                                                     | 5 330                                                    | 1 392                                                    | 1 357                                                    |

## Galerie de photographies

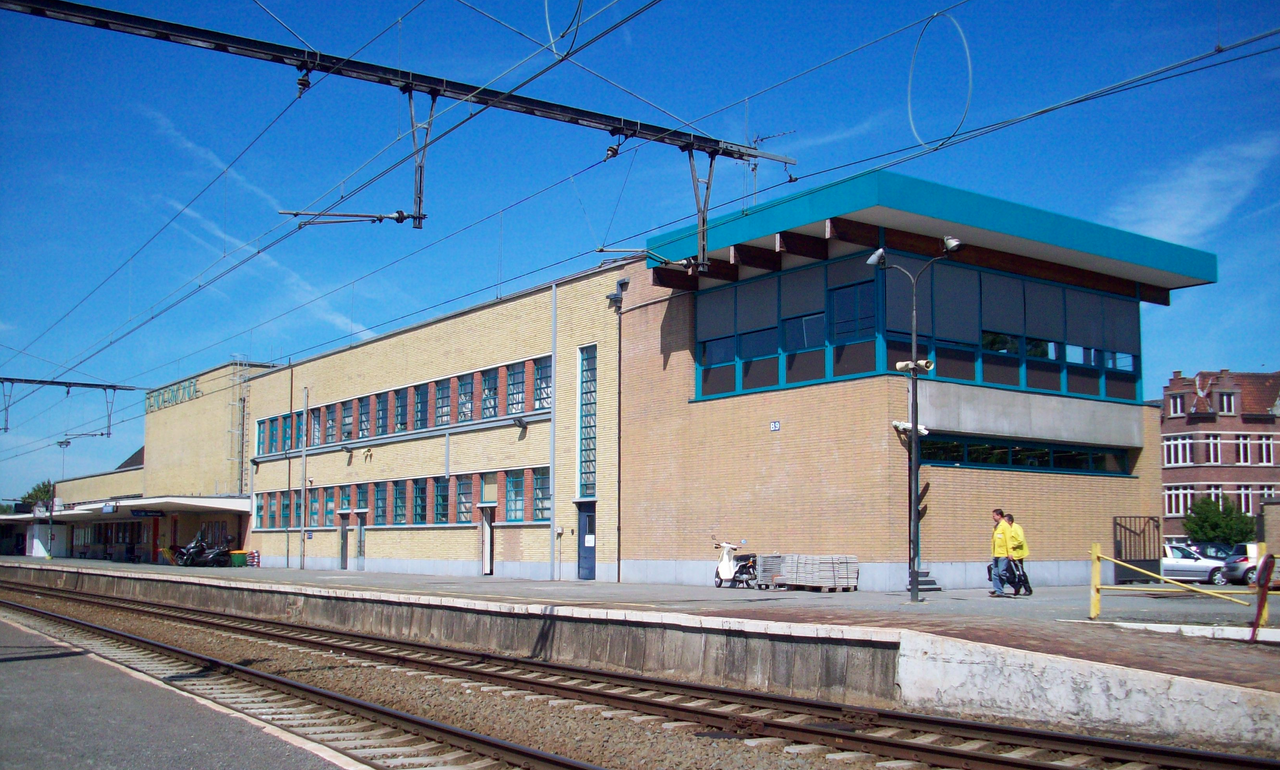
Bâtiment de 1943 côté voies. La cabine de signalisation est plus récente.
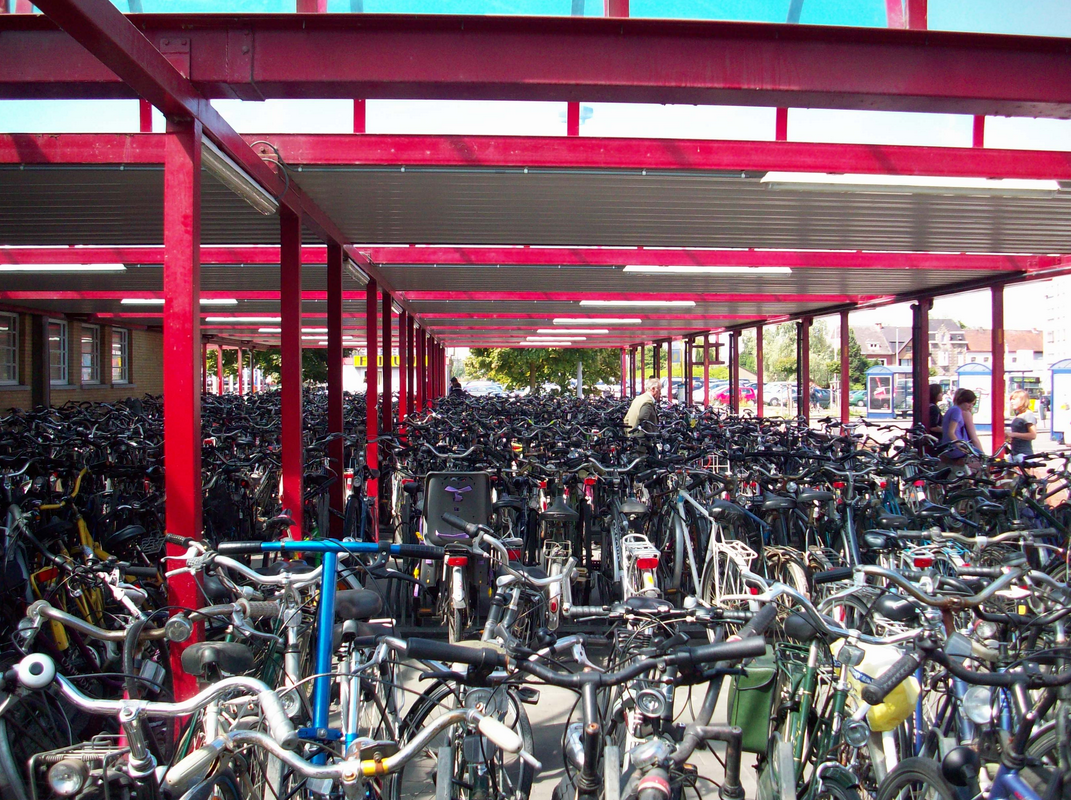
Abri à vélos.
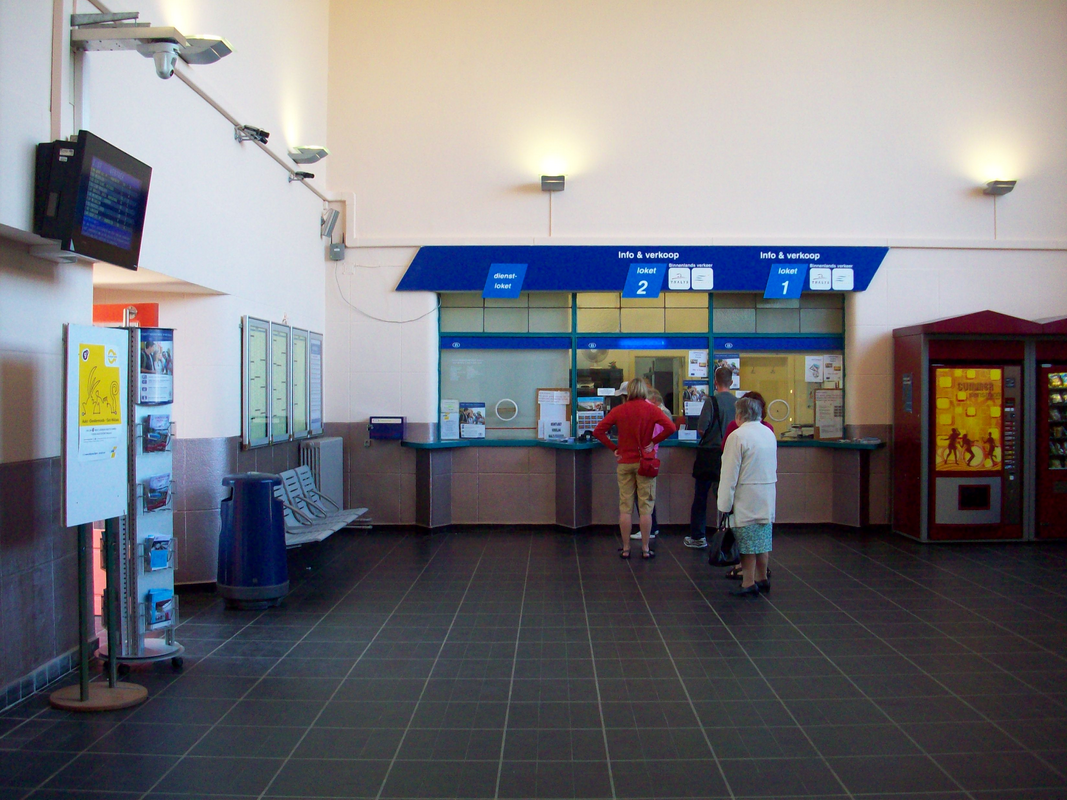
Hall et guichets.
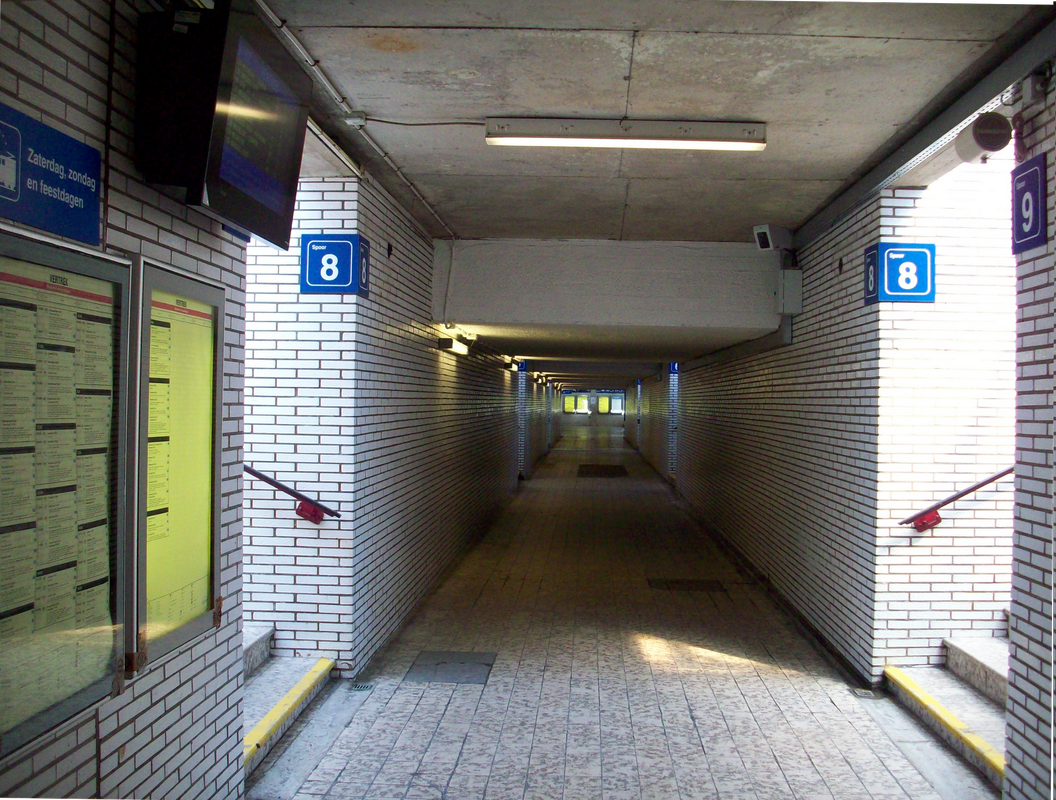
Souterrain et accès aux quais.
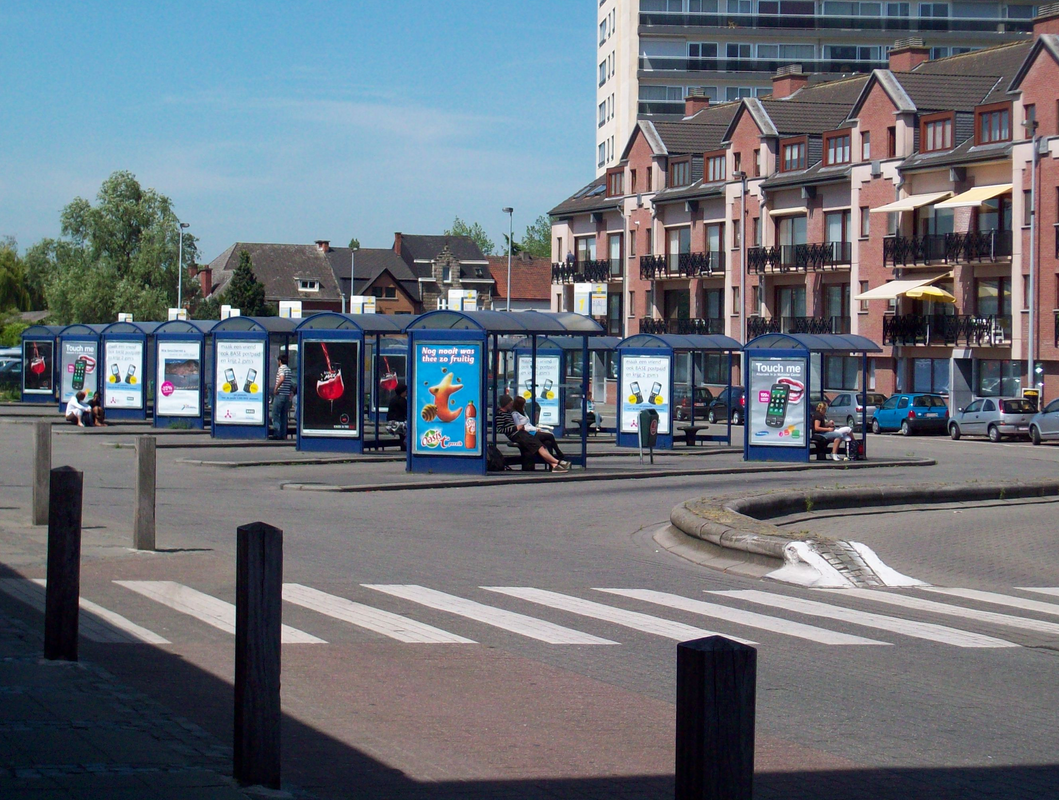
Gare routière.